# Fjärilsträdgård

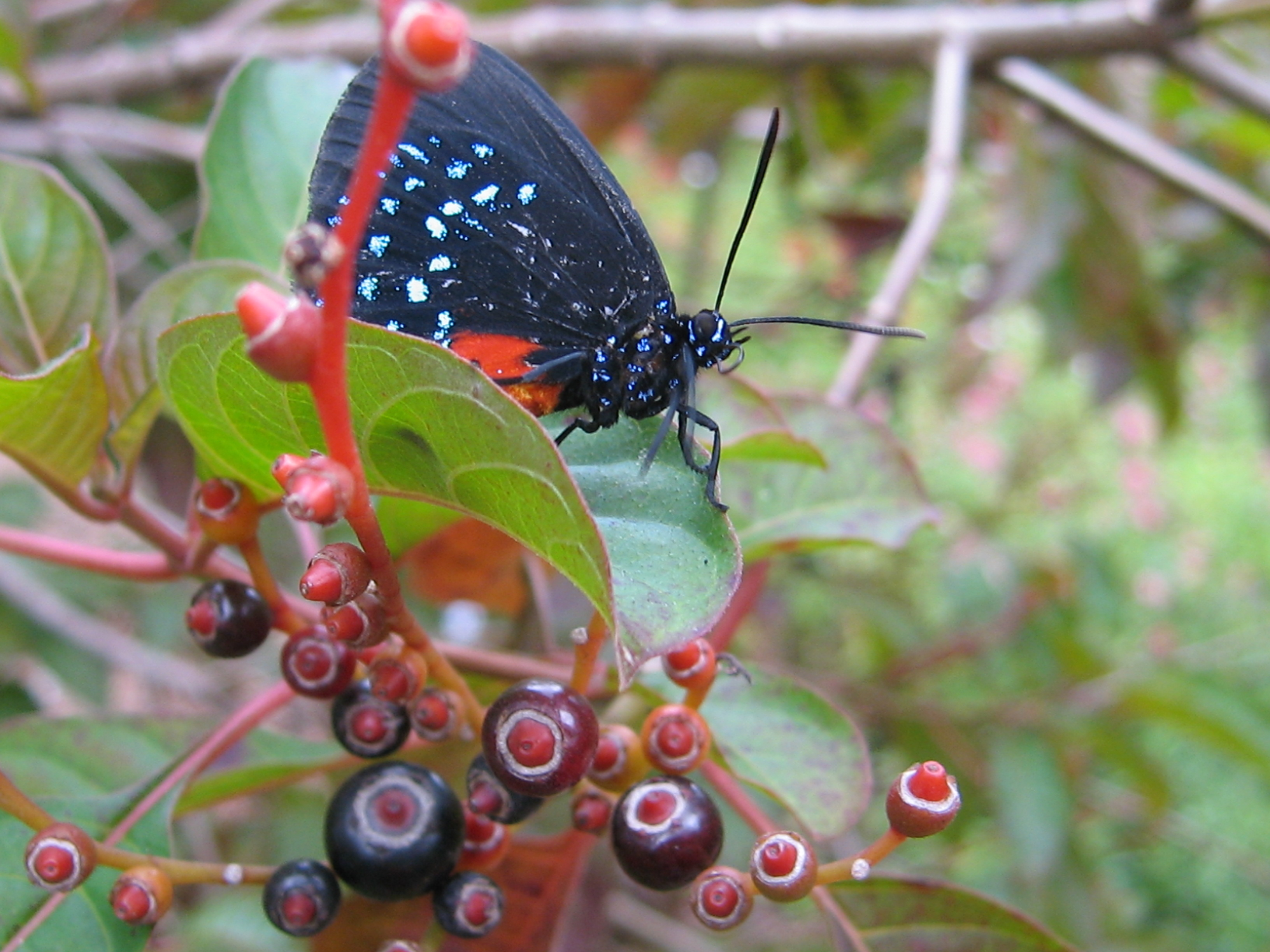
I Florida är Hemelia patens en populär buske i fjärilsträdgårdar. På bilden har den lockat till sig en fjäril av arten Eumaeus atala. Bilden är tagen i fjärilsträdgården i Secret Woods Nature Center i sydöstra Florida.

En fjärilsträdgård är en trädgård, eller en del av en trädgård som är speciellt utformad för att locka till sig fjärilar. Orsaken till att en fjärilsträdgård anläggs kan vara för att fjärilar är vackra att se på eller för att gynna biologisk mångfald. Den bör innehålla olika sorters växter, dels av den typen som vuxna fjärilar kan suga nektar av och dels värdväxter för fjärilarnas larver. Om växterna planteras i klungor minskar risken för att larvernas mat tar slut innan de hunnit förpuppa sig. Det är viktigt att avstå från användandet av bekämpningsmedel, eftersom det kan avskräcka, skada eller döda fjärilar och larver. I olika delar av världen lever olika arter av fjärilar som äter olika sorters växter. Därför måste alltid en fjärilsträdgård anpassas efter vilka arter som finns i området där trädgården ligger. En tumregel är dock att inhemska, oförädlade växter oftast är bättre eftersom de doftar starkare och innehåller mer nektar än kraftigt förädlade växter som rosor och tulpaner. Vuxna fjärilar föredrar kraftigt färgade, gärna röda eller gula blommor som har nektaren dold så att de kan använda sin snabel att suga med. Tidig vår och sen höst, då det finns få blommande växter använder sig en del av sockervatten eller utspädd honung i en färgad anordning till att mata fjärilarna. 
Information om vilka växter som är lämpliga för lokala förhållanden kan ofta fås av naturskyddsföreningen, eller liknande organisationer i olika delar av världen. 
I Sverige är brännässla, kål, brakved och björnbär populära värdväxter för fjärilslarver. Vuxna fjärilar kan uppskatta kryddväxter och lila syrenbuddleja.

## Typiska nektarrika matväxter

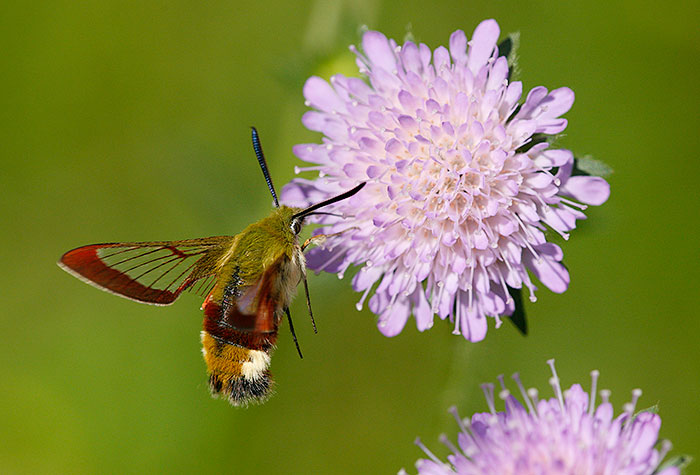
Humledagsvärmare, Hemaris fuciformis, på Scabiosa
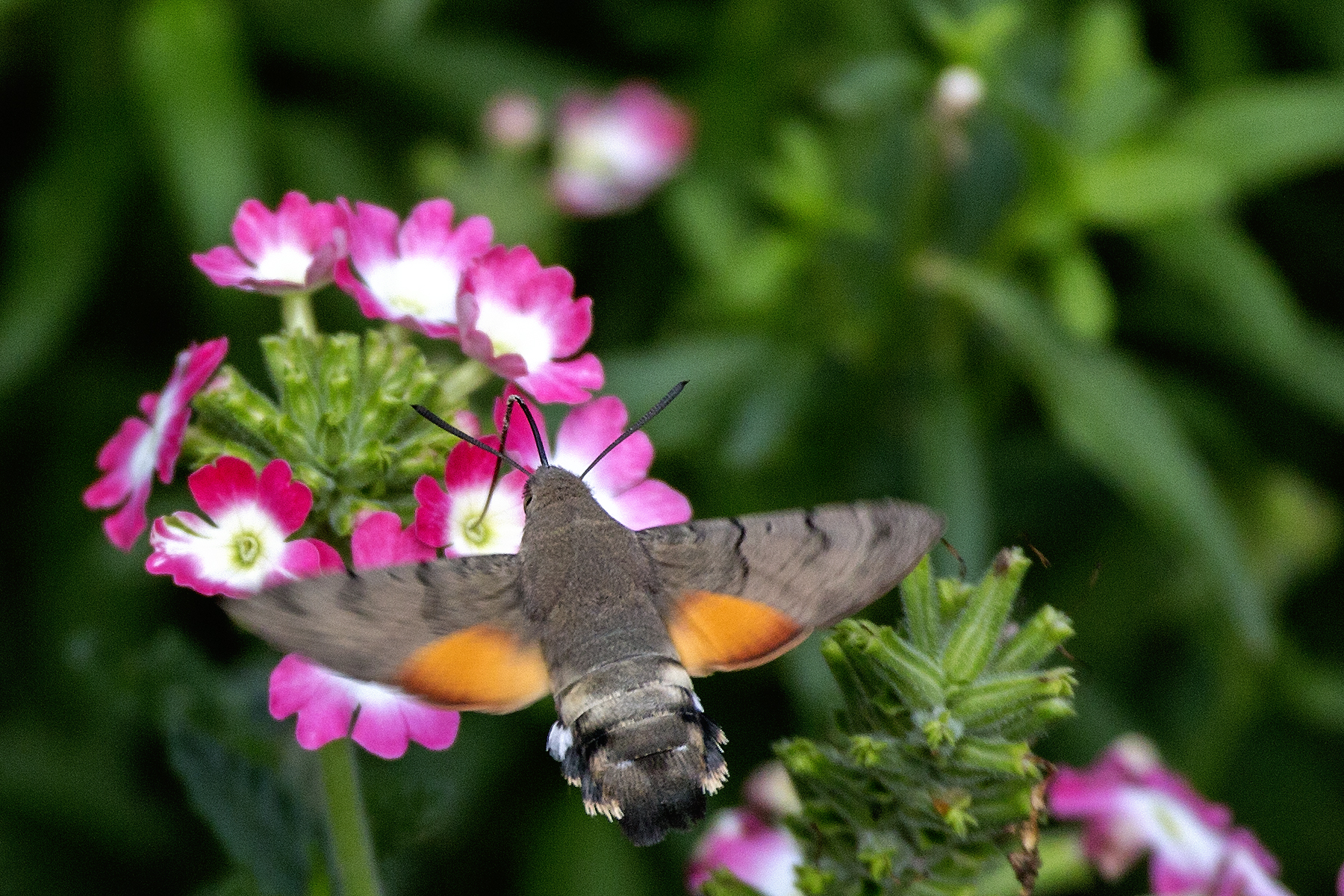
Större dagsvärmare, Macroglossum stellatarum, på Verbena
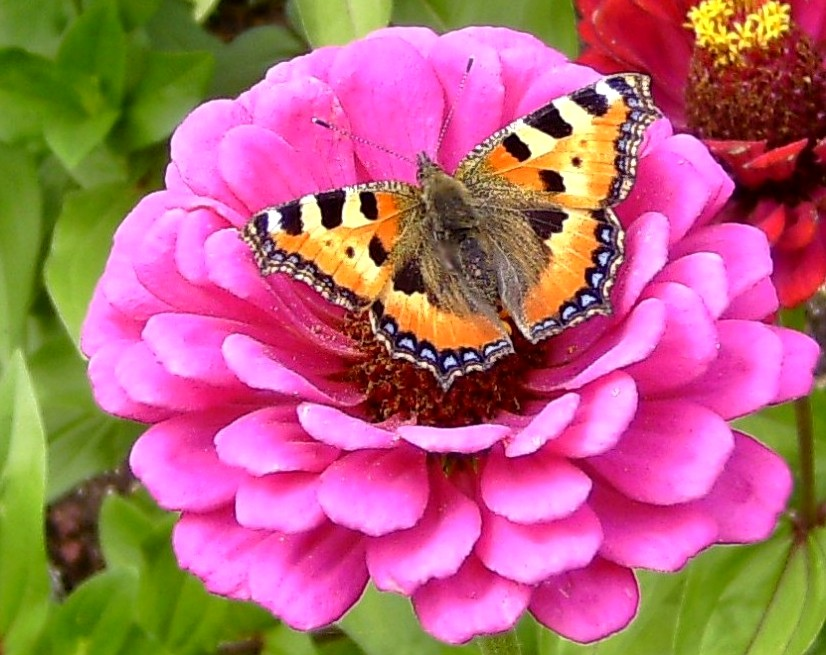
Nässelfjäril, Aglais urticae, på Zinnia
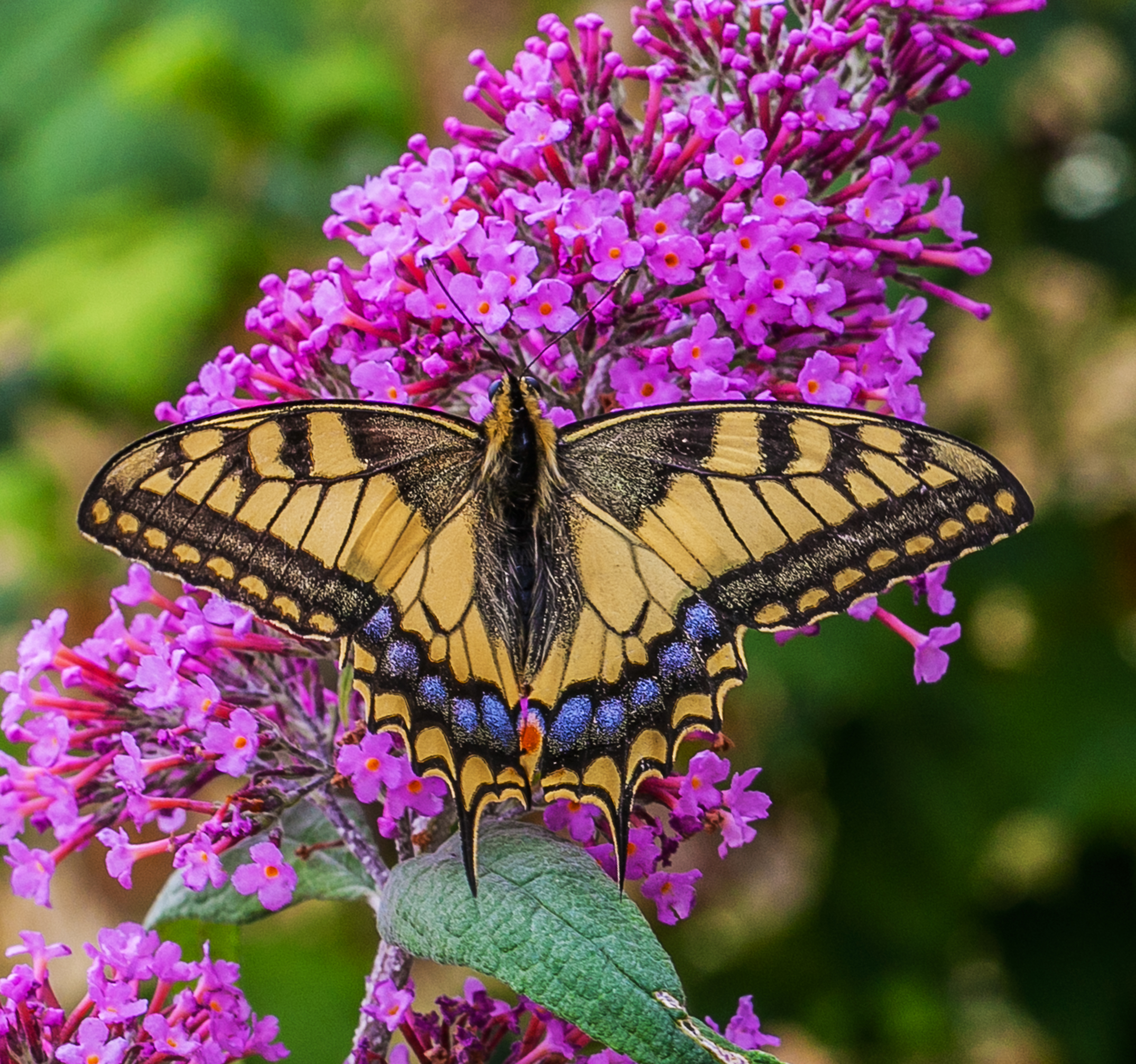
Makaonfjäril, Papilio machaon, på Buddleja
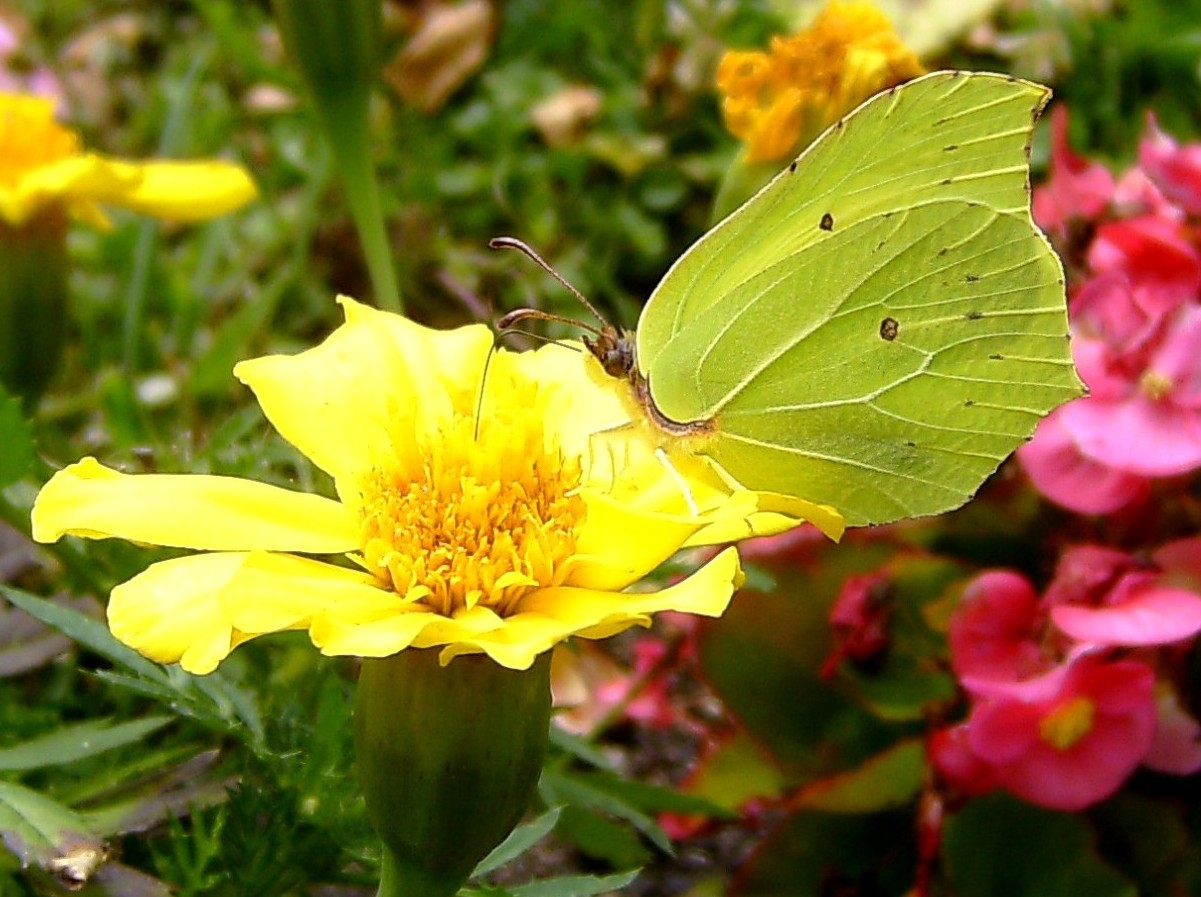
Citronfjäril, Gonepteryx rhamni på Tagetes

## Fördjupning
- Trädgårdens flygande juveler, Mats Wirén, 1993 ISBN 91-576-4685-6
- North American Butterfly Assosiation ger ut tidskriften Butterfly Gardening med 4 nummer per år.
- Så skapar du en fjärilsträdgård pdf, informationsblad från Naturskyddsföreningen
- Gör din egen fjärilsträdgård